# Чехословачка на Европском првенству у атлетици на отвореном 1938.
Чехословачка је учествовала на 2. Европском првенству у атлетици на отвореном 1938. одржаном у Париз од 7. до 5. септембра. .  Била је једна од 23 земље учеснице чланице ЕАА. Репрезентацију Чехословачке представљало је 3 атлетичара који су се такмичили у 4 дисциплине.
На овом првенству Чехословачка није освојила ниједну медаљу. 
У табели успешности према броју и пласману такмичара који су учествовали у финалним такмичењима (првих 8 такмичара) Чехословачка је са  једним  пласманом у финале заузела 16. место са 3 бода, од 17земаља које су имале представнике у филану, од укупно 23 земље учеснице.
| Пл. | Земља        | 1. место | 2. место | 3. место | 4. место | 5. место | 6. место | 7. место | 8. место | Бр. фин. | Бодови |
| --- | ------------ | -------- | -------- | -------- | -------- | -------- | -------- | -------- | -------- | -------- | ------ |
| 16. | Чехословачка | 0 - 0    | 0 - 0    | 0 - 0    | 0 - 0    | 0 - 0    | 1 - 3    | 0 - 0    | 0 - 0    | 1        | 3      |

## Учесници
| \| Бр. \| Дисциплина \| Мушкарци \| Укупно \| \| --- \| -------------------- \| -------------- \| ------ \| \| 1. \| Ходање 50 километара \| Јарослав сторк \| 1 \| \| 2. \| Скок увис \| Јосеф Цеспива \| 1 \| \| 3. \| Бацање кугле \| Јарослав Витек \| 1 \| \| 4. \| Бацање диска \| Јарослав Витек \| 1 \| \| \| Укупно (4) \| 3 (4) \| 3 (4) \| |                      |                |        |
| Бр. | Дисциплина           | Мушкарци       | Укупно |
| 1. | Ходање 50 километара | Јарослав сторк | 1      |
| 2. | Скок увис            | Јосеф Цеспива  | 1      |
| 3. | Бацање кугле         | Јарослав Витек | 1      |
| 4. | Бацање диска         | Јарослав Витек | 1      |
| | Укупно (4)           | 3 (4)          | 3 (4)  |

## Резултати
| Атлетичар         | Дисциплина   | ЛР | Квалификације | Квалификације | Полуфинале | Полуфинале | Финале            | Финале | Детаљи |
| Атлетичар         | Дисциплина   | ЛР | Резултат      | Место         | Резултат   | Место      | Резултат          | Место  | Детаљи |
| ----------------- | ------------ | -- | ------------- | ------------- | ---------- | ---------- | ----------------- | ------ | ------ |
| Карел Бергман     | 50 км ходање |    |               |               |            |            | Није завршио трку | БП     | [ 2 ]  |
| Јарослацв Цеспива | скок увис    |    | 14,77 ЛР      | 14. / 15      | [ 2 ]      |            |                   |        |        |
| Јарослав Витек    | бацање кугле |    | 14,77 ЛР      | 6. / 14       | [ 2 ]      |            |                   |        |        |
| Јарослав Витек    | бацање диска |    | 41,18 ЛР      | 14. / 16      | [ 2 ]      |            |                   |        |        |

## Биланс медаља Чехословачке после 2. Европског првенства на отвореном 1938.
|     | ЕП     |   |   |   |   | УП   |
| 1.  | 1934.  | 0 | 0 | 1 | 1 | =13. |
| 2.  | 1938.  | 0 | 0 | 0 | 0 | 0    |
| 1-2 | Укупно | 0 | 0 | 1 | 1 | =15  |
| --- | ------ | - | - | - | - | ---- |

|                                        | Атлетичар-ка                           |                                        |                                        |                                        |                                        |                                        |
| Није било вишеструких освајача медаља. | Није било вишеструких освајача медаља. | Није било вишеструких освајача медаља. | Није било вишеструких освајача медаља. | Није било вишеструких освајача медаља. | Није било вишеструких освајача медаља. | Није било вишеструких освајача медаља. |
| -------------------------------------- | -------------------------------------- | -------------------------------------- | -------------------------------------- | -------------------------------------- | -------------------------------------- | -------------------------------------- |

## Чехословачки освајачи медаља после 2. Европског првенства 1934—1938.
|    | Атлетичар/ка    | м | ж | ЕП       | Дисциплина |   |   |   |   |
| -- | --------------- | - | - | -------- | ---------- | - | - | - | - |
| 1. | Франтишек Доуда | м |   | 1934.    | кугла      |   |   |   | 1 |
|    | Укупно          | 1 | 0 | 1934—38. |            | 0 | 0 | 1 | 1 |